# Francisco de Osuna
Francisco de Osuna was een 16e-eeuws Spaans mysticus en schrijver. Hij schreef werken in het Spaans waarin hij geestelijke aangelegenheden beeldend uitlegde.
De werken van Francisco de Osuna werden op de zwarte lijst gezet door de Spaanse Inquisitie, omdat het uitleggen van hemelse zaken als ketterij werd beschouwd. De werken werden verborgen door talrijke zusters en paters, in plaats van verbrand, en werden later, wegens hun grote waarde, weer van de lijst gehaald.

## Enkele voorbeelden

### De stadia van het gebed
De stadia van het gebed zijn te vergelijken met het bewerken van een dorre akker. Je moet zaad planten en een emmer neerlaten in een waterput en eigenhandig ophalen. Later kan je een scheprad aanbrengen om zo de akker makkelijker te kunnen bevloeien. In een volgend stadium kun je een rivier omleiden. Uiteindelijk is er geen eigen inspanning meer nodig, er zijn alleen nog genietingen: God laat het regenen en doet zo de gewassen groeien.

### Het verschil tussen een visioen van de verbeelding en een verstandelijk visioen
Een visioenen van de verbeelding blijft zó in je geheugen geprent dat je het nooit meer vergeet. Theresia van Ávila had er een dat beroemd is geworden: ze zag een cherubijn met een gouden lans, die haar hart doorboorde.
Een verstandelijk visioen kun je niet meedelen, want je kunt Zijn grootheid niet begrijpen. Het is te vergelijken met: je treedt binnen in een salon met een ontelbare hoeveelheid aantal glas- en aardewerk. Er is zoveel te zien dat je onmiddellijk alles vergeet en geen herinnering bewaart aan een van deze voorwerpen. Je natuur overstijgt dus niet wat God je op bovennatuurlijke wijze heeft willen tonen.
- Biblioteca Nacional de España: XX1005349
- Bibliothèque nationale de France: cb12288963r (data)
- Gemeinsame Normdatei: 119157985
- International Standard Name Identifier: 0000 0001 1573 5630
- Library of Congress Control Number: n82053058
- Nationale Bibliotheek van Tsjechië: skuk0004419
- Nationale Bibliotheek van Israël: 987007266109805171
- Nederlandse Thesaurus van Auteursnamen: 070875464
- Réseau des bibliothèques de Suisse occidentale: 02-A012372828
- Istituto Centrale per il Catalogo Unico: MILV123143
- LIBRIS: 324940
- SNAC: w6t770kz
- Système universitaire de documentation: 031727751
- Virtual International Authority File: 68992411
- WorldCat: E39PBJjMGDXTH9Xctymyf93WjC